# Sydney Brenner
Sydney Brenner (Germiston, 13. siječnja 1927.) južnoafrički je biolog koji je 2002. godine dobio Nobelovu nagradu za fiziologiju ili medicinu zajedno s H. Robertom Horvitzom i Johnom E. Sulstonom za otkrića vezana uz genetičku regulaciju razvoja organa i programiranu staničnu smrt.

## Vanjske poveznice
- Nobelova nagrada - autobiografija (engl.)